# 아네티아 워커
아니샤 워커(Arnetia Walker, 영어 발음: /ɑːrˈniːʃə/, 1956년 1월 1일 ~ )는 미국의 배우이다.
콜럼버스에서 태어났다.

## 영화
- 컬리지 로드 트립 (2008년)
- 제페토 (2000년)
- 사랑을 위하여 (1999년)
- 리빙 싱글 (1993년)
- 러브 써클 (1992년)
- 살인 주문 (1991년)
- 상류 사회 (1989년)